# Occupational Safety and Health Administration
La Occupational Safety and Health Administration (OSHA, traducibile in italiano come: "Amministrazione per la sicurezza e la salute sul lavoro") è un'agenzia del Dipartimento del Lavoro degli Stati Uniti, creata il 29 dicembre 1970 (assieme al National Institute for Occupational Safety and Health o NIOSH) dal Congresso degli Stati Uniti d'America con la firma del Presidente degli Stati Uniti Richard Nixon dell'Occupational Safety and Health Act.
Il suo obiettivo è quello di garantire la salute e sicurezza sul lavoro tramite l'introduzione di opportuni standard e sorveglianza sull'applicazione degli stessi, formazione, outreach, educazione e attività di assistenza.

## Storia
L'Occupational Safety and Health Administration fu istituita dal Congresso degli Stati Uniti d'America il 28 aprile 1971, data in cui l'Occupational Health e Safety Act è entrato in vigore. George Guenther è stato nominato primo direttore dell'agenzia.
Nl 1972 hanno avuto inizio le attività dell'OSHA Training Institute, che forma il personale governativo e del settore privato per la salute e la sicurezza. Nel 1978, l'agenzia ha avviato un programma di finanziamento, ora chiamato Susan Harwood Training Grant Program, per formare lavoratori e datori di lavoro sulla riduzione dei rischi sul posto di lavoro. L'OSHA ha avviato programmi di protezione volontaria nel 1982, che consentono ai datori di lavoro di candidarsi come "luoghi di lavoro modello" per ottenere una designazione speciale se soddisfano determinati requisiti.

## Cronologia delle attività
Ecco alcuni interventi effettuati dall'OSHA:
- Nel 1970 stabilisce che ovunque ci siano delle parti meccaniche in movimento, ci debba essere almeno un addetto alla sorveglianza per evitare un contatto inavvertito con la parte in movimento.
- Ha introdotto i livelli massimi di esposizione (PEL, dall'inglese Permissible exposure limit) per circa 600 sostanze chimiche.
- Ha fatto incrementare l'uso dei dispositivi di protezione individuale (DPI).
- Nel 1980 ha introdotto delle regolamentazioni sullo spegnimento (lockout/tagout) di fonti di energia durante le operazioni di riparazione o manutenzione.
- Nel 1990 ha introdotto degli standard per prevenire il contagio di malattie trasmissibili per via ematica (come epatite B e HIV).
- Ha introdotto delle regolamentazioni sull'esposizione all'amianto.